# تاکاشی ماسودا (بازیکن بسکتبال)
تاکاشی ماسودا (انگلیسی: Takashi Masuda؛ زادهٔ ۵ اوت ۱۹۴۰) بازیکن بسکتبال اهل ژاپن بود.